# Коларі
Коларі (фін. Kolari) — громада Фінляндії, в західній частині провінції Лапландія. 

## Географія

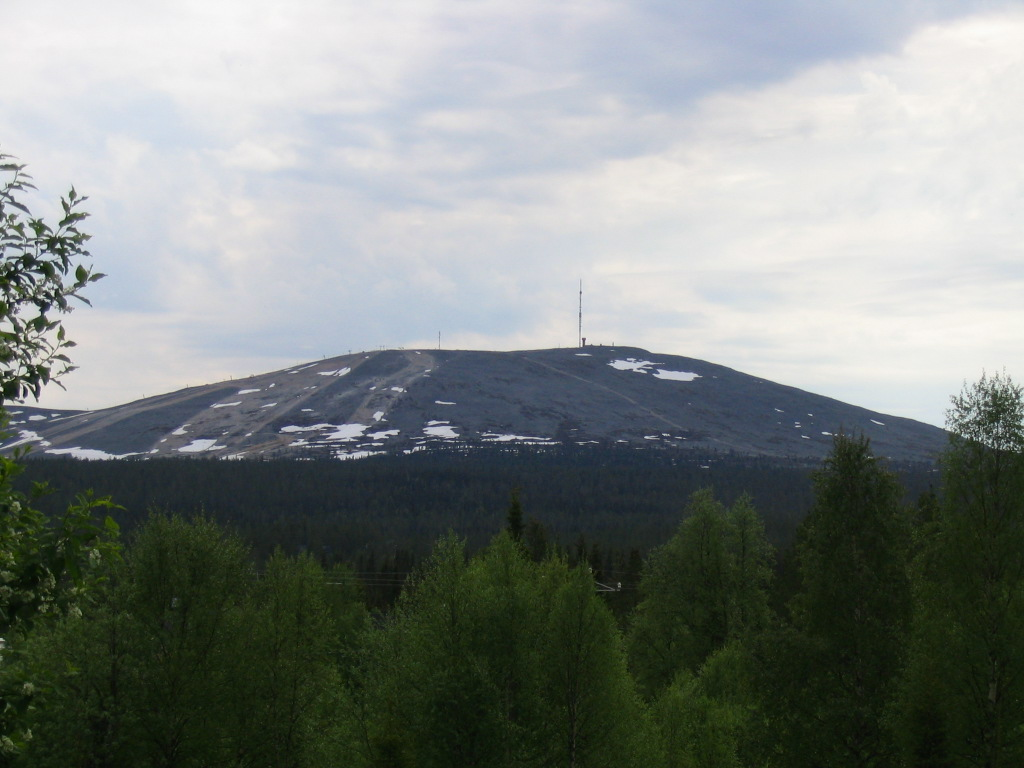
Сопка Юлляс

Площа Коларі — 2617,76 км², що трохи більше такої держави як Люксембург. Громада розташована в західній частині фінської Лапландії, за 86 км на північ від північного полярного кола.  
Коларі межує з фінськими муніципалітетами Кіттіля, Муоніо, Пелло і Рованіемі, а також, на заході, через прикордонні річки Турнеельвен і Муоніоельвен — зі шведської комуною Паяла лена Норрботтен.  
Громада входить до субпровінції Ф'єльдова Лапландія. Найвищою точкою Коларі є сопка Юлляс висотою 718 м над рівнем моря; інші гори: Лайніотунтурі (613 м), Кесянкітунтурі (517 м), Келлостапулі (460 м), Куертунтурі (443 м) і Пюхятунтурі (441 м). Внутрішні води складають лише близько 2% від загальної території громади, що значно менше середнього по країні показника 12%. Озера: Пасмаярві, Ааліярві, Лауккуярві, Вааттоярві, Ломполоярві, Венеярві, Екясломполо і Пакаярві. Всі вони досить маленькі. 
На території Коларі знаходиться частина  третього за величиною національного парку Фінляндії — Паллас-Юллястунтурі . Громада розташована за 164 км від Рованіемі, 196 км від Торніо, 320 км від Оулу і за 926 км від столиці країни, міста Гельсінкі. 

## Населення
За даними на 30 вересня 2012 населення громади складало 3836 чоловік; на 2000 рік воно становило 3981 осіб. Щільність населення — 1,5 чол. / км². Єдиною офіційною мовою громади є фінська, яку вважають рідною 98,5% населення. 0,7% населення Коларі вважають рідною шведську мову; 0,1% — саамські мови і 0,8% — інші мови. Особи віком до 15 років становлять 13,1% населення; особи старше 65 років — 20,2%. 
| 1970 | 1975 | 1980 | 1985 | 1990 | 1995 | 1998 | 2000 | 2002 | 2004 | 2006 | 2008 | 2010 | 2011 |
| ---- | ---- | ---- | ---- | ---- | ---- | ---- | ---- | ---- | ---- | ---- | ---- | ---- | ---- |
| 4962 | 5056 | 4905 | 5043 | 4721 | 4486 | 4118 | 3981 | 3911 | 3862 | 3792 | 3860 | 3810 | 3817 |

## Економіка
Сьогодні економіка Коларі ґрунтується на туристичній галузі. Юлляс є відомим міжнародним гірськолижним курортом. Раніше в громаді був цементний завод, проте він був закритий ще в 1980-ті. На території Коларі є значні запаси залізної руди. Існують плани з видобутку руди і будівництва в громаді гірничо-збагачувальних комбінатів. 

## Села
Коларі, Айтамянікке, Хіетанен, Каттіламаа, Коларінсаарі, Койвула, Койвумаа, Куртакко, Лаппеа, Лієторова, Луосу, Луоватус, Пасмаярві, Ріто-Ойя, Руокоярві, Сааренпудас, Саммалваара, Сієппіярві, Таапаярві, Ганнукайнен, Теураярві, Пойккіярві, Вааттоярві, Венеярві, Венетто, Вяюлянпяя, Юліненваара, Юллясярві, Екясйокісуу, Екясломполо. 

## Політика
| Партія               | Результати виборів 2008 | Місця |
| -------------------- | ----------------------- | ----- |
| Фінляндський центр   | 43,9%                   | 10    |
| лівий союз           | 34,6%                   | 7     |
| Національна коаліція | 10,7%                   | 2     |
| Соціал-демократи     | 10,8%                   | 2     |

## Відомі жителі
- Пертті Теураярві, лижник, чемпіон Зимових Олімпійських ігор 1976, бронзовий призер Зимових Олімпійських ігор 1980 в естафеті 4х10 км.

## Міста-побратими
- Умба

## Галерея

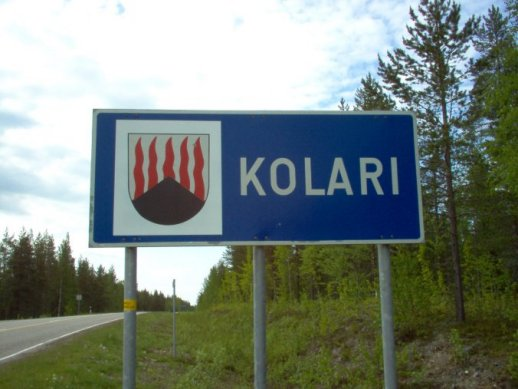
Знак на в'їзді в муніципалітет
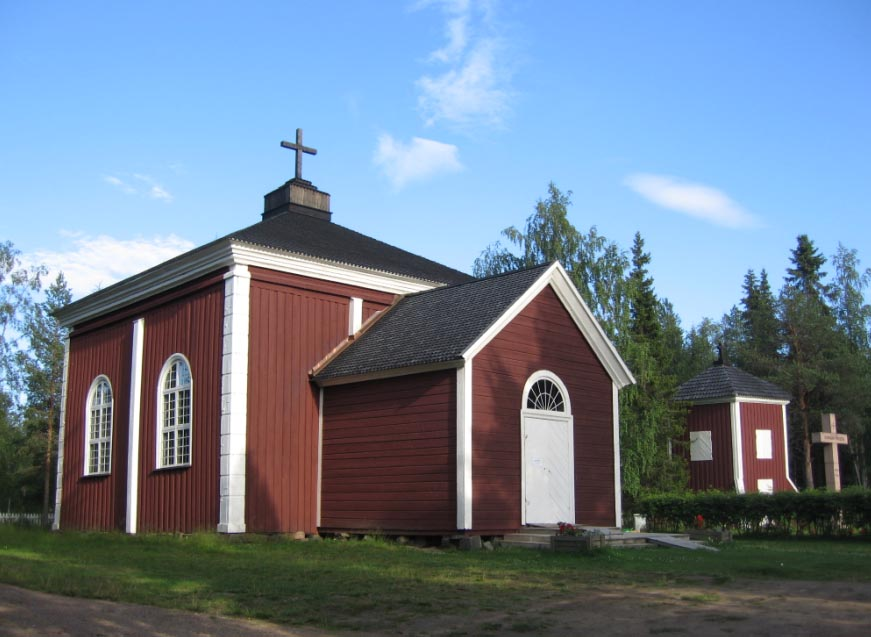
Стара церква Коларінсаарі (1818 року, відреставрована в 1976)
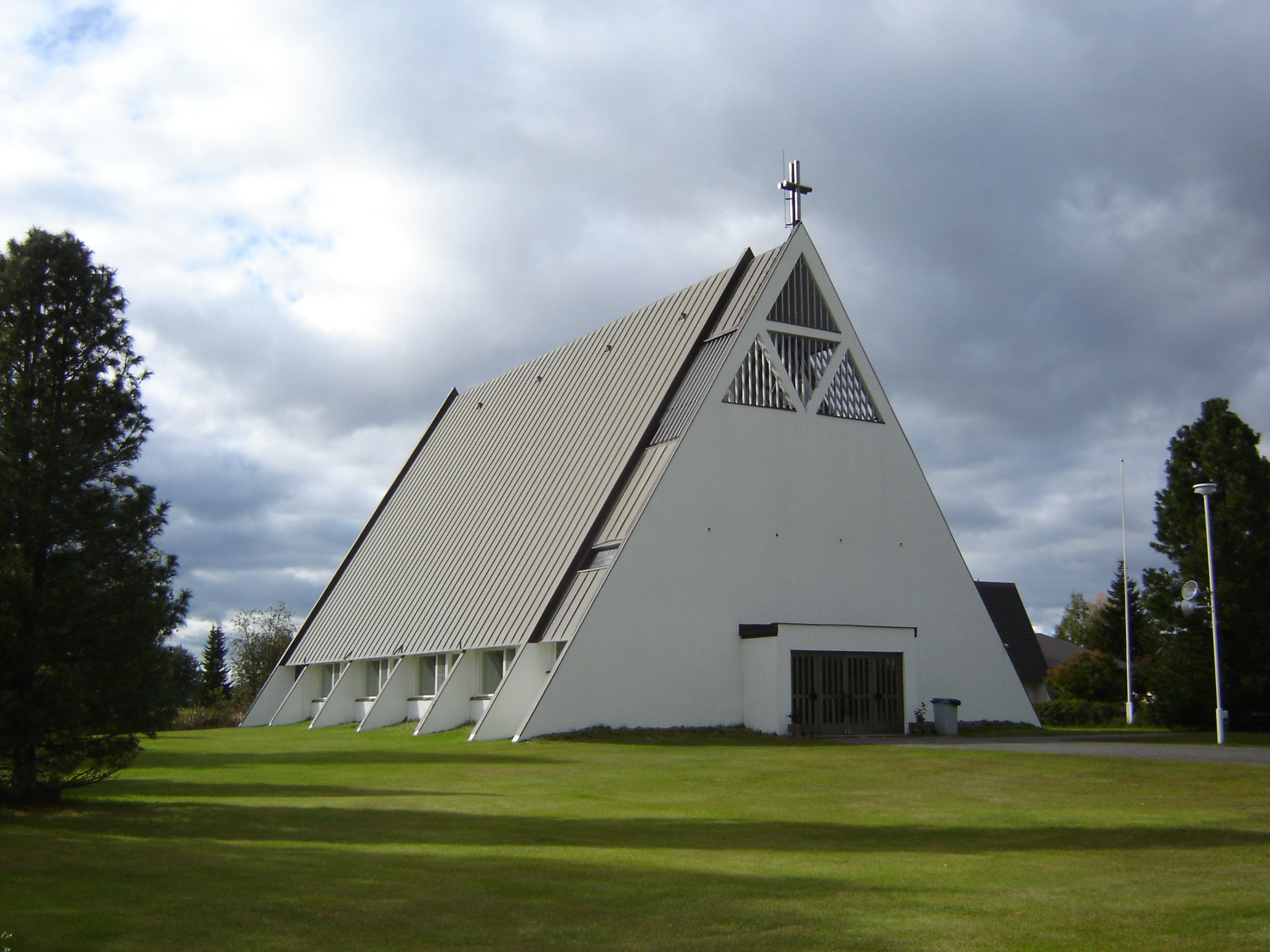
Сучасна церква Коларі (1965 року)
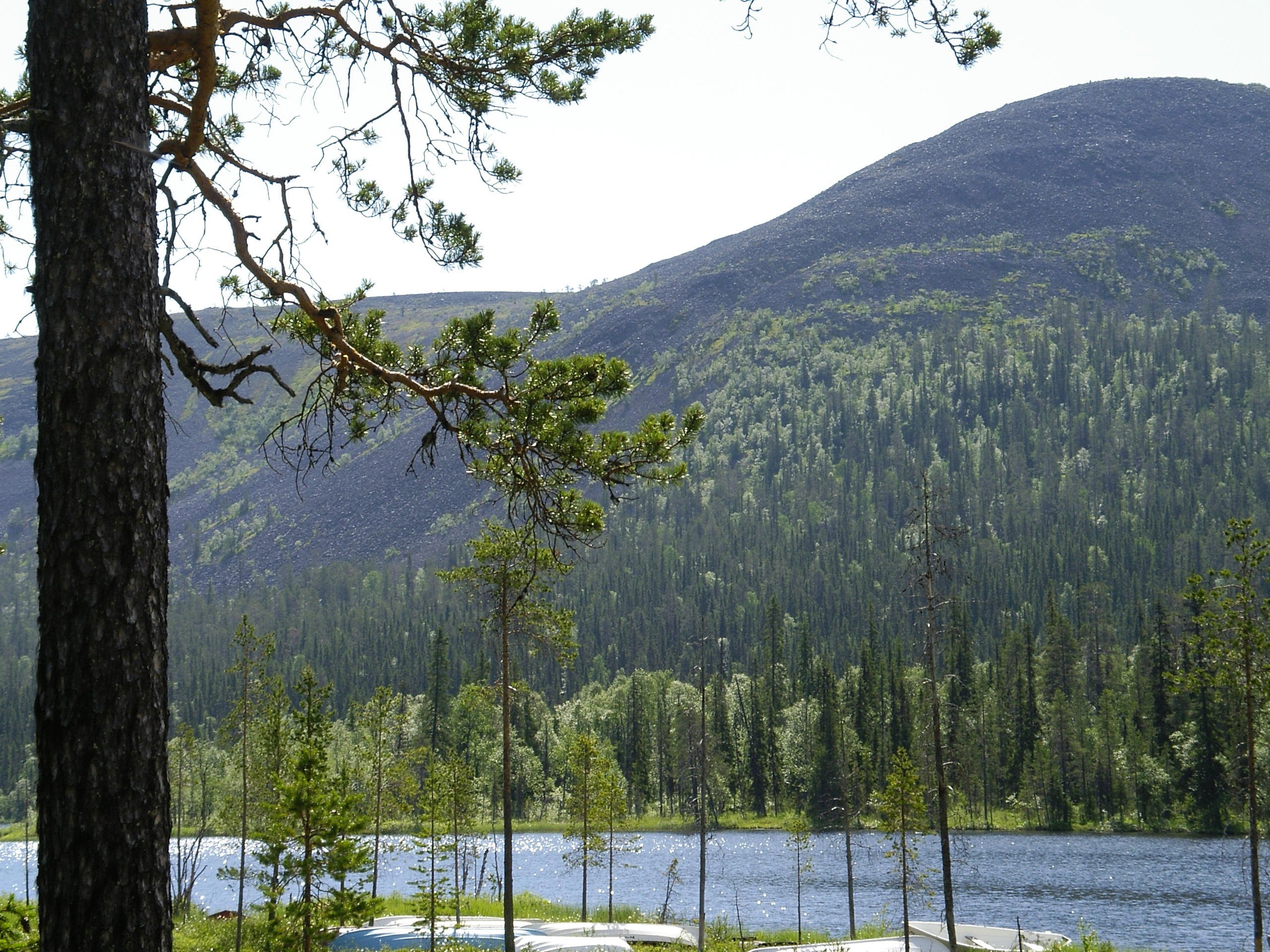
Озеро Кесянкіярві і підніжжя сопки Юлляс (або Кесянкі)
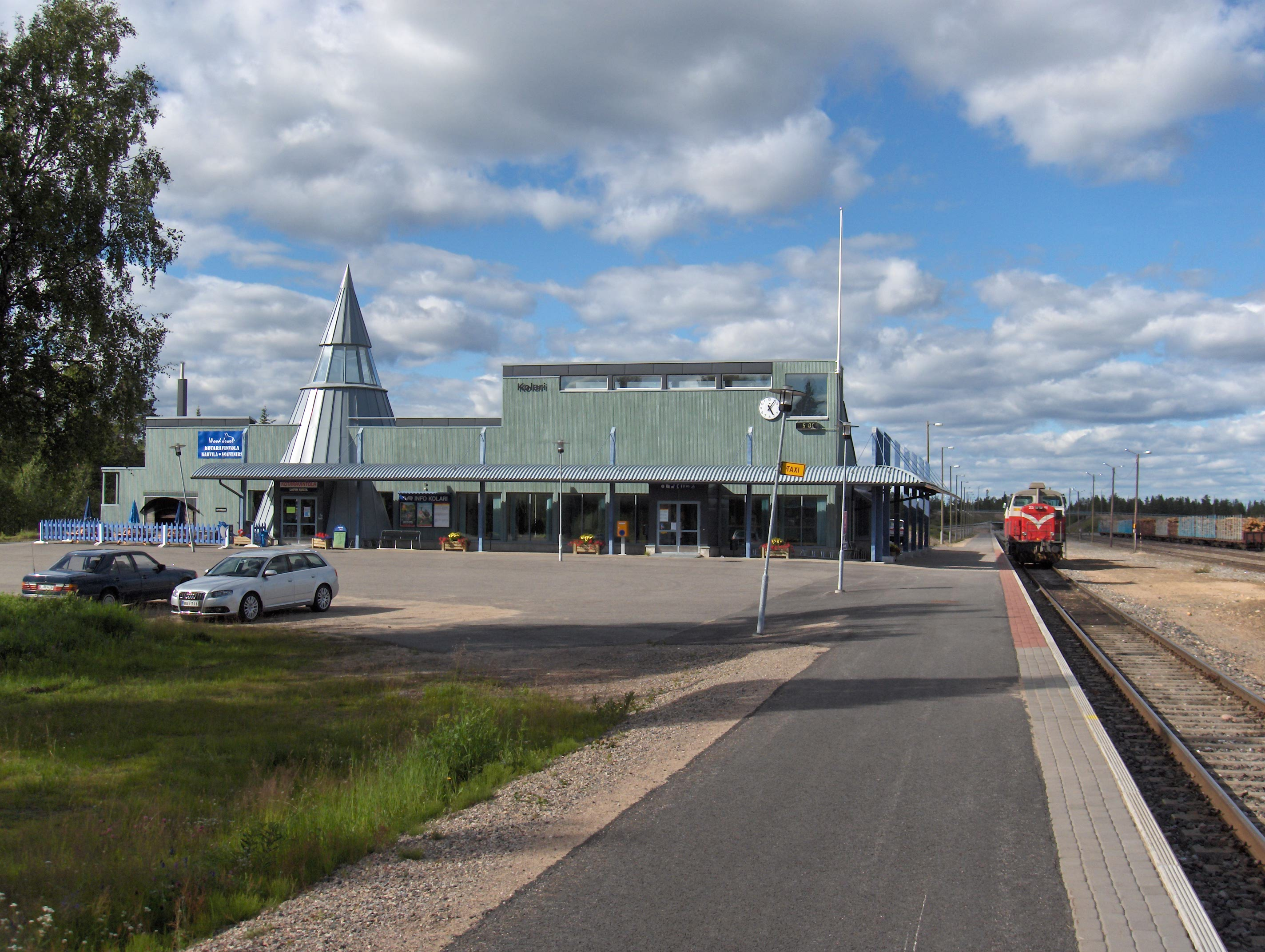
Залізнична станція Коларі